# 76 mm-es 1927 mintájú ezredágyú
A 76 mm-es 1927 mintájú ezredágyú (oroszul: 76-мм полковая пушка обр. 1927 г.) egy szovjet gyalogsági támogató ágyú volt. A löveget 1927-ben fejlesztették ki az Orudiyno-Arsenalny Trest (OAT) tervezőirodájában, gyártását pedig 1928-ban kezdték. Összesen 16 482 darabot építettek a típusból. 1941 június 22-én a Vörös Hadsereg 4708 darabbal rendelkezett. 1943-ban gyártását a 76 mm-es 1943 mintájú ezredágyú váltotta fel, de a háború végéig hadrendben maradt. A németek 7,62 cm Infanteriekanonehaubitze 290(r) („gyalogsági tarackágyú”) néven rendszeresítették a zsákmányolt példányokat, míg a finnek 76 RK/27 név alatt rendszeresítették őket.
A lövegeket könnyű erődítmények és nyílt téren elhelyezkedő gyalogság közvetlen irányzással történő pusztítására szánták.
Az 1927 mintájú löveget lövész- és lovasezredekhez sorolták. A lövészdandárok tüzérzászlóaljai egy ütegnyi 1927 mintájú löveggel rendelkeztek. Néhányat páncéltörő tüzérzászlóaljak is alkalmaztak.

## Lőszer
- Lőszer típus:
  - Repesz-romboló: OF–350
  - Repesz: O–350A
  - Kumultatív: BP–350M
- Töltetsúly:
  - OF–350: 6,2 kg
- Csőtorkolati sebesség:
  - OF–350, O–350A: 262 m/s
  - BP–350M: 311 m/s
- Hatásos lőtávolság:
  - OF–350, O–350A: 4200 m
  - BP–350M: 1000 m.

## Fordítás
- Ez a szócikk részben vagy egészben  a(z)   76 mm regimental gun M1927 című angol Wikipédia-szócikk ezen változatának fordításán alapul.  Az eredeti cikk szerkesztőit annak laptörténete sorolja fel. Ez a jelzés csupán a megfogalmazás eredetét és a szerzői jogokat jelzi, nem szolgál a cikkben szereplő információk forrásmegjelöléseként.